# Rattus ranjiniae
Rattus ranjiniae  (Agrawal & Ghosal, 1969) è un roditore della famiglia dei Muridi diffuso in India.

## Descrizione

### Dimensioni
Roditore di grandi dimensioni, con la lunghezza della testa e del corpo tra 162 e 261 mm, la lunghezza della coda tra 187 e 232 mm, la lunghezza del piede tra 44 e 47 mm, la lunghezza delle orecchie tra 18 e 21 mm.

### Aspetto
La pelliccia è lunga, cosparsa di peli spinosi in particolare lungo la schiena. Le parti superiori sono bruno-nerastre, più scure sulla groppa, mentre le parti ventrali sono biancastre. Le vibrisse sono marroni con la punta bianca. Il dorso delle zampe è fulvo chiaro. La coda è uguale o più corta della testa e del corpo ed è uniformemente scura.

## Biologia

### Comportamento
È una specie fossoria e notturna.

## Distribuzione e habitat
Questa specie è conosciuta soltanto in 3 località dello stato indiano del Kerala.
Vive in aree agricole e terreni coltivati inondati come le risaie a circa 1.000 metri di altitudine.

## Conservazione
La IUCN Red List, considerato l'areale limitato, la distribuzione seriamente frammentata e il declino del proprio habitat, classifica R.ranjiniae come specie in pericolo (EN).